# Зиков Олександр Олександрович
Зиков Олександр Олександрович (нар.4 серпня 1922, Київ — † 18 грудня 2013, Одеса) — радянський і український вчений-математик, педагог, професор, знаний фахівець у галузі теорії графів.

## Молоді роки
Олександр Олександрович Зиков народився у Києві 4 серпня 1922 року в сім'ї інженера-технолога, який згодом став професором Горьківського політехнічного інституту.
У 1939 О. О. Зиков склав екстерном іспити за курс середньої школи і вступив на фізико-математичний факультет Горьківського державного університету, який закінчив у 1945 році. У воєнні роки, будучи студентом, він також працював на оборонному заводі у Горькому і паралельно з університетом навчався також на історико-теоретичному відділенні музичного училища.
У 1945–1947 працював асистентом Горьківського університету і навчався в аспірантурі Московського державного університету.
Після аспірантури викладав в Одеському державному університеті і Одеському інституті інженерів морського флоту (1950–1952).

## Наукова діяльність
Після захисту кандидатської дисертації працював у Москві доцентом Московського авіаційного та Московського фізико-технічного інститутів (1952–1958).
З 1958 року Олександр Олександрович працює у Новосибірську. У 1964 році захищає докторську дисертацію. Оскільки теорія графів на той час в СРСР була явищем новим і викликала неприйняття у математиків класичного напряму, ВАК призначив повторний захист дисертації у Математичному інституті ім. В. А. Стеклова, який пройшов успішно. Враховуючи педагогічний досвід Олександра Олександровича, йому відразу присвоїли звання професора.
Ще працюючи в Новосибірську О. О. Зиков організував перший в країні семінар з теорії графів, доповіді на якому спочатку носили реферативний характер. З 1962 року семінар стає дослідницьким.
У 1969 році О. О. Зиков видає класичну працю «Теорія кінцевих графів».
З 1968 року О. О. Зиков працює професором кафедри вищої математики Одеського інституту інженерів морського флоту і з 1969 року організовує свої широко відомі науково-дослідні семінари з дискретної математики. Всього було проведено більше 30 циклів знаменитого одеського семінару, в якому брали участь в тому числі і зарубіжні фахівці. За результатами семінарів виходили збірники доповідей.
Згодом Олександр Олександрович працював за межами України — у 1976–1982 роках викладав у Кишинівському університеті, а в 1982–1988 — у Самаркандському.
Після виходу на пенсію проживав в Одесі. Помер 18 грудня 2013 року.

## Пам'ять
Його називають українським Ейлером, а його ім'я внесене до 10-го тому Енциклопедії сучасної України і до Морської енциклопедії.